# Christopher Olsen
Christopher Olsen (Los Angeles, 19 settembre 1946) è un attore statunitense.

## Biografia
Nato a Los Angeles, è fratello maggiore di Susan Olsen, apparsa nella serie televisiva La famiglia Brady, e fratello minore di Larry Olsen, che interpretò il protagonista nel film commedia Curley (1947) prodotto da Hal Roach.
Olsen è conosciuto soprattutto per il ruolo di Hank McKenna, il ragazzino che viene rapito in L'uomo che sapeva troppo (1956) di Alfred Hitchcock. Tra gli altri film in cui apparve ci furono i western La pistola sepolta (1956), con Glenn Ford, e Ritorno a Warbow (1958), con Philip Carey. Interpretò il figlio del personaggio di James Mason in Dietro lo specchio (1956), e il figlio del personaggio di Robert Stack in Il trapezio della vita (1957).
Apparve in numerosi episodi di serie televisive, tra cui Cheyenne, Lassie, The Millionaire, Make Room for Daddy, e The Adventures of Ozzie and Harriet.

## Filmografia parziale
- I sanguinari (Crashout), regia di Lewis R. Foster (1955)
- Dietro lo specchio (Bigger Than Life), regia di Nicholas Ray (1956)
- L'uomo che sapeva troppo (The Man Who Knew Too Much), regia di Alfred Hitchcock (1956)
- Colline nude (The Naked Hills), regia di Josef Shaftel (1956)
- La pistola sepolta (The Fastest Gun Alive), regia di Russell Rouse (1956)
- I tre banditi (The Tall T), regia di Budd Boetticher (1957)
- Il trapezio della vita (The Tarnished Angels), regia di Douglas Sirk (1957)
- Ritorno a Warbow (Return to Warbow), regia di Ray Nazarro (1958)